# Dieter Hoffmann-Axthelm
Dieter Hoffmann-Axthelm (* 1940 in Berlin) ist ein deutscher freiberuflicher Architekturkritiker und Stadtplaner.

## Werdegang
Dieter Hoffmann-Axthelm ist ein Sohn des Mediziners Walter Hoffmann-Axthelm. Nach dem Studium der Theologie, Philosophie und Geschichte in Berlin, Marburg, Tübingen, Zürich, Göttingen und Paris wurde er 1969 in Münster im Fachbereich Evangelische Theologie zum Dr. theol. mit der Dissertation Anschauung und Begriff. Zur historischen Einordnung von „nouvelle théologie“ und „existentialer Theologie“ promoviert. Es folgten Lehraufträge an der pädagogischen Hochschule in Berlin sowie Assistenzen an der Architekturfakultät der TU Berlin. Ab 1975 war er zeitweise Redaktionsmitglied der Zeitschriften Ästhetik & Kommunikation und Arch+ und wurde auch Mitglied der Internationale der Kriegsdienstgegner/innen (IDK).

## Planungstätigkeit
Ab 1987 war er als Stadtplaner in Kassel, Wien und Berlin tätig. 1991/1992 entwickelte er zusammen mit Bernhard Strecker für die Berliner Bauverwaltung den Strukturplan für Friedrichstadt, Dorotheenstadt und Friedrichswerder/Berlin-Mitte. 1993 folgten der Strukturplan für den Wiederaufbau der Unterneustadt Kassel, der Stadtentwicklungsplan Eberswalde für die LEG Brandenburg sowie kleinere Planungen in unterschiedlichen Städten, ebenfalls mit Bernhard Strecker. 1996 bis 1999 beteiligte er sich, in Zusammenarbeit mit Bernd Albers, am Planwerk Innenstadt Berlin des Historischen Zentrums.
Seit 1998 beschäftigt er sich zunehmend mit Problemen der lokalen und kommunalen Selbstverwaltung, in Verbindung von Flächenpolitik, Verwaltungsreform und Kommunalfinanzen.

## Auszeichnungen
- 1985: Silberne Halbkugel des Deutschen Nationalkomitees für Denkmalschutz
- 1992: BDA-Preis für Architekturkritik
- 2006: Bundesverdienstkreuz am Bande der Bundesrepublik Deutschland[4]

## Veröffentlichungen (Auswahl)
- Theorie der künstlerischen Arbeit. Eine Untersuchung anhand der Lage der bildenden Kunst in den kapitalistischen Ländern. Frankfurt am Main 1974.
- Sinnesarbeit: Nachdenken über Wahrnehmung. Campus Verlag, Frankfurt am Main, 1984
- Straßenschlachtung – Geschichte, Abriss und gebrochenes Weiterleben der Admiralstraße  Kreuzberg, Nishen, 1984, ISBN 3-88940-104-X.
- Baufluchten. Berlin 1987.
- mit Ludovica Scarpa: Mauern und Durchbrüche. Berlin 1987.
- Die verpaßte Stadt. Kassel 1989.
- Die dritte Stadt. Bausteine eines neuen Gründungsvertrags. Frankfurt am Main 1993.
- Die Rettung der Architektur vor sich selbst. Braunschweig / Wiesbaden 1995.
- Anleitung zum Stadtumbau. Frankfurt am Main 1996.
- Lokale Selbstverwaltung. Möglichkeit und Grenzen direkter Demokratie. Wiesbaden 2004.
- Der Große Jüdenhof. Ein Berliner Ort und das Verhältnis von Juden und Christen in der deutschen Stadt des Mittelalters. Lukas, Berlin 2005, ISBN 3-936872-46-5.
- Das Haus an der Hundebrücke. Berlin 2008.
- Das Wunderblut von Beelitz. Lukas, Berlin 2009, ISBN 978-3-86732-049-8.
- Flächenkosten und kommunale Finanzautonomie. Für eine Theorie der Stadtwirtschaft. Detmold Rohn, 2010, ISBN 978-3-939486-46-6.
- Perleberg im Mittelalter. Stadtentwicklung und Geschichte. Lukas, Berlin 2010, ISBN 978-3-86732-083-2.
- St. Jakobi in Perleberg. Die Baugeschichte. Lukas, Berlin 2010, ISBN 978-3-86732-084-9.
- Das Berliner Stadthaus. Geschichte und Typologie. 1200–2010. DOM publishers, Berlin 2011, ISBN 978-3-86922-117-5.
- Osten Westen Mitte. Spaziergänge durch das neuere Berlin. edition.fotoTAPETA, Berlin 2011, ISBN 978-3-940524-14-0.
- Preußen am Schlesischen Tor: die Geschichte der Köpenicker Straße 1589–1989. Berlin-Story-Verlag, Berlin 2015, ISBN 978-3-95723-010-2.
- Lokaldemokratie und Europäisches Haus. Roadmap für eine geöffnete Republik. Transcript Verlag, Bielefeld 2016, ISBN 978-3-8376-3642-0.
- Hochhaus und Gemeinschaft: zur Erbschaft der Moderne. DOM publishers, Berlin 2018, ISBN 978-3-86922-661-3.
- Formate der Freiheit. Books on Demand, Norderstedt 2023, ISBN 978-3-752-64864-5.
- Denkmalkritik. Für eine zukunftsfähige Denkmalpflege. Essay. Lukas, Berlin 2024, ISBN 978-3-86732-451-9.